# Ле-Ман (трасса)

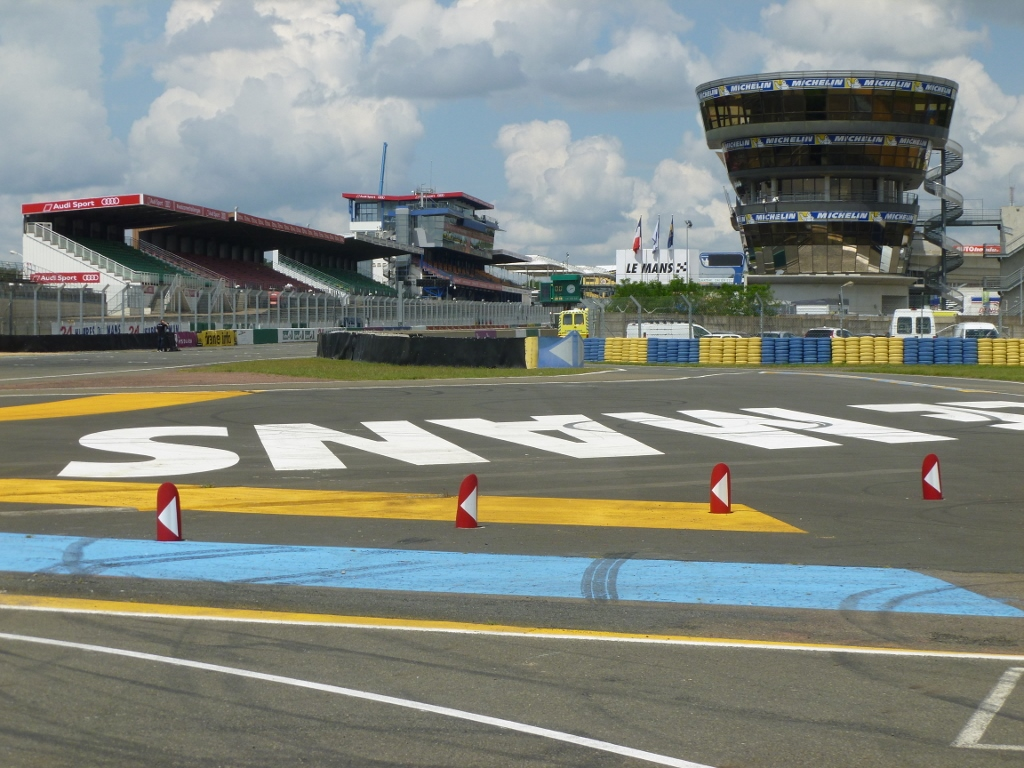
Шикана «raccordement»

«Ле-Ман» — гоночная трасса недалеко от города Ле-Ман во французском департаменте Сарта, используемая для самых известных гонок на выносливость «24 часа Ле-Мана». Иногда ошибочно называется «Сарта», от французского выражения фр. Circuit de la Sarthe, (читается как "сиркуи де ля Сарт") то есть «трасса департамента Сарта», но официально такое название французами не используется.
В конфигурации трассы используются дороги общего назначения и специально построенные участки. В настоящее время длина трассы составляет 13 626 метров, это одна из самых длинных гоночных трасс в мире.
В 1965 году часть специально построенных участков трассы была использована для строительства трассы «Бугатти», включающей шикану Ford в конце круга, пит-лейн, линию старт финиш и поворот Dunlop.
Самая известная часть трассы в Ле-Мане — это длинная прямая, часть дороги Route Nationale 138, известная как Ligne Droite des Hunaudières, или на английский манер — Mulsanne Straight. В первоначальной конфигурации длина прямой составляла пять с половиной километров, но в 1990 году она была разделена двумя шиканами для снижения скорости.